# Ареяш (Феррейра-ду-Зезере)
Аре́яш (порт. Areias) — район (фрегезия) в Португалии, входит в округ Сантарен. Является составной частью муниципалитета Феррейра-ду-Зезере. По старому административному делению входил в провинцию Рибатежу. Входит в экономико-статистический субрегион Медиу-Тежу, который входит в Центральный регион. Население составляет 1772 человека на 2001 год. Занимает площадь 39,24 км².
Покровителем района считается Дева Мария (порт. Nossa Senhora da Graça).

## Галерея

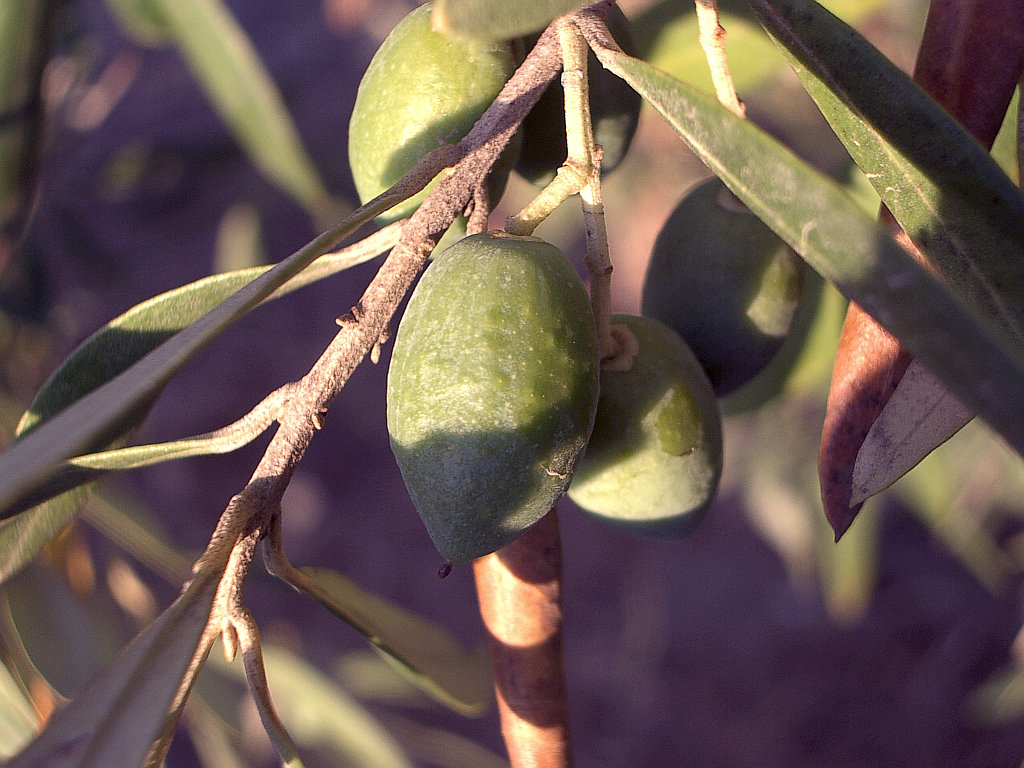
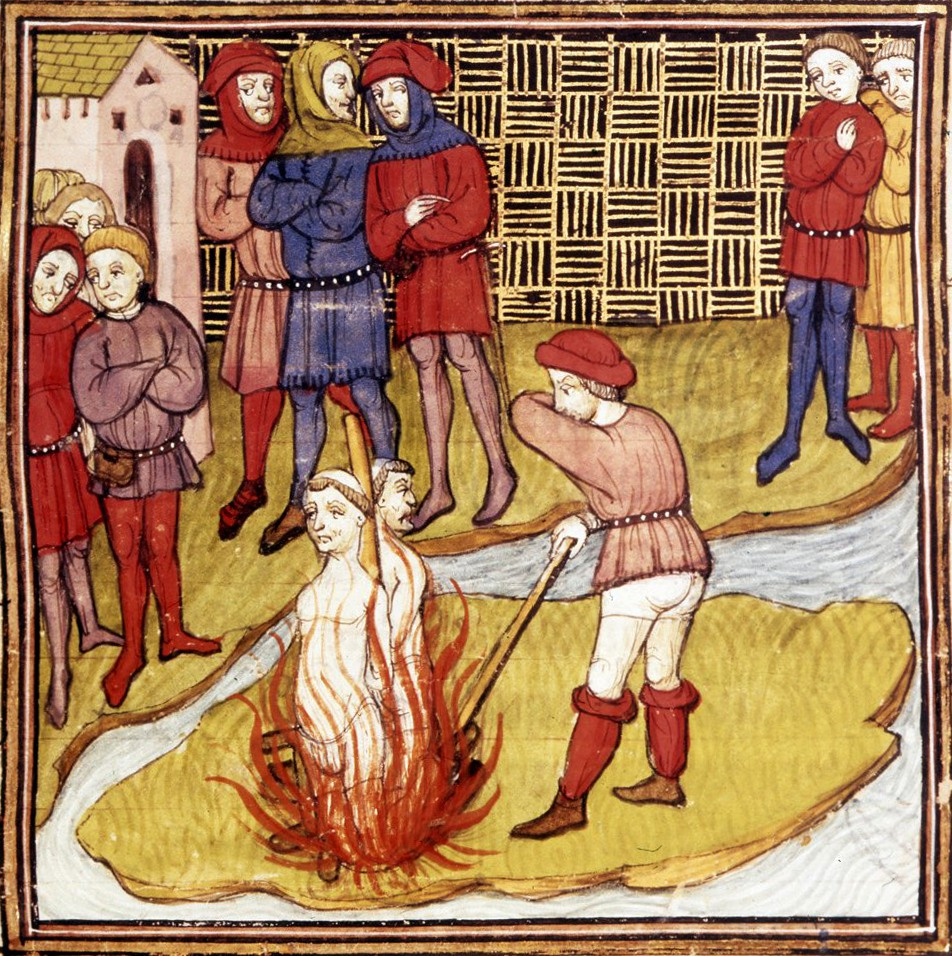
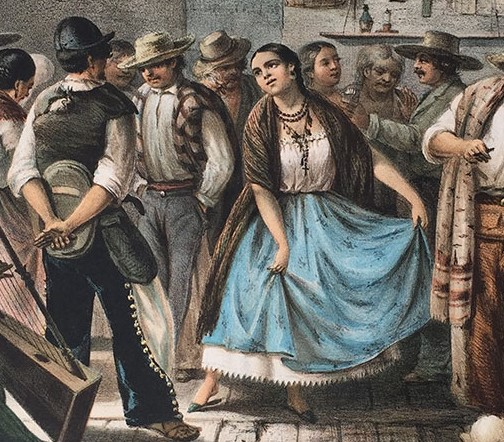